# Massive Entertainment
Massive Entertainment, även känt som Ubisoft Entertainment Sweden AB, är ett svenskt spelutvecklingsföretag och en studio av Ubisoft beläget i Malmö. Företaget har ägts av Ubisoft sedan 2008, och har bland annat utvecklat datorspelen Ground Control (2000), World in Conflict (2007), Tom Clancy's The Division (2016), Tom Clancy's The Division 2 (2019) och senast Avatar: Frontiers of Pandora som släpptes 2023.

## Historik

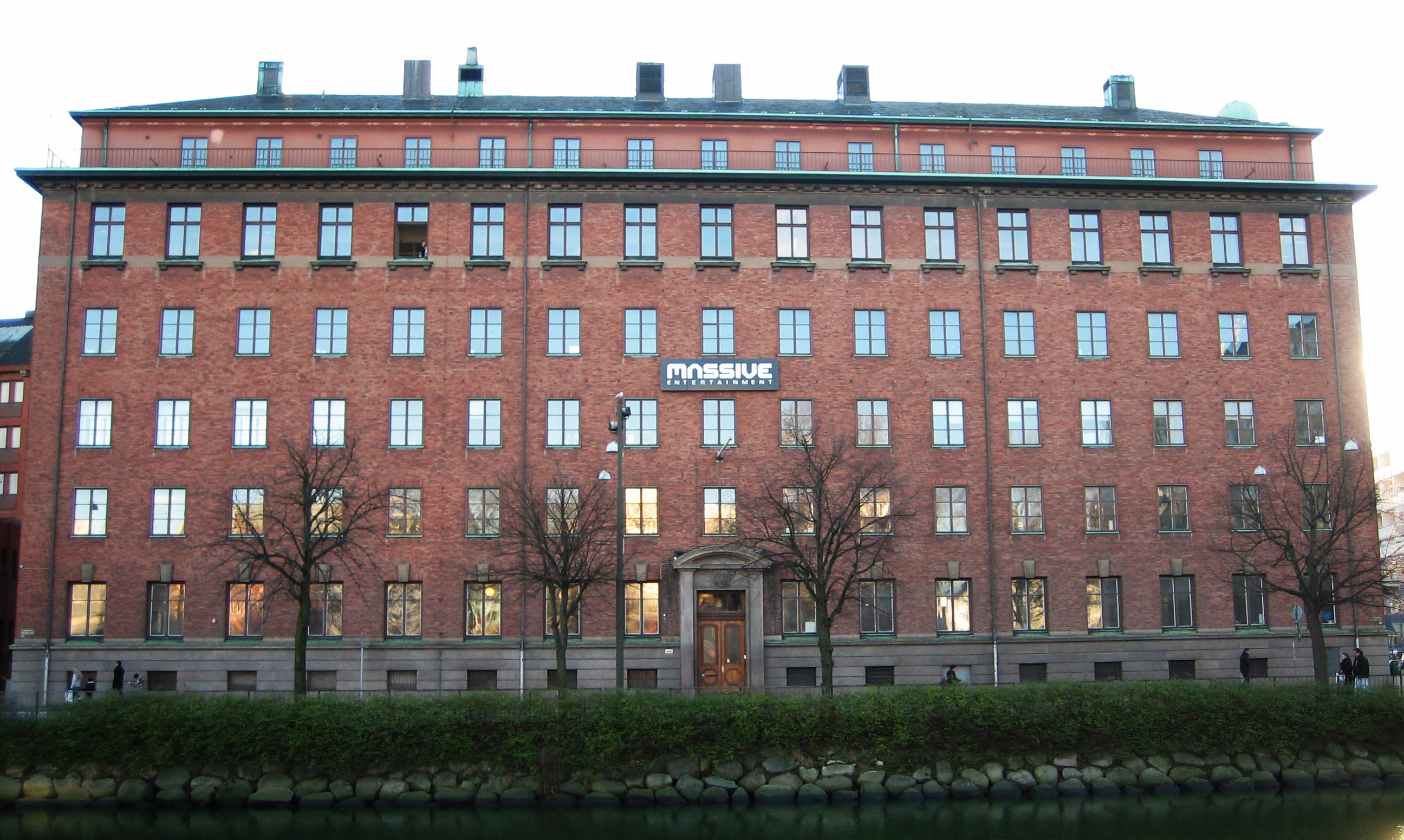
Massives f.d. huvudkontor i Malmö

Massive Entertainment grundades i Ronneby 1997 av Martin Walfisz, ursprungligen som ”Novastorm”, men bytte den 7 oktober 1998 namn till ”Massive Entertainment”. År 2000 släpptes företagets första spel, realtidsstrategispelet Ground Control, som fick ett varmt mottagande. Spelet utspelade sig i framtiden på några planeter långt från Jorden där mänskligheten hade grundat kolonier. 2004 släpptes uppföljaren, Ground Control II. 2007 släpptes första delen i företagets nästa serie: World in Conflict, som utspelar sig under kalla kriget.
Massive Entertainment köptes av Vivendi Games år 2002. Vivendi Games och Activisions sammanslagning till Activision Blizzard ledde till att Massive såldes till Ubisoft i november 2008. Grundaren Martin Walfisz lämnade Massive i mars 2009.
Efter uppköpet av Ubisoft och det avslutade arbetet med World in Conflict: Soviet Assault arbetade Massive med Far Cry 3, där man utvecklade flerspelarläget, och Assassin's Creed Revelations där man skapade "Desmond's Journey"-sekvenserna i spelet. På Massive utvecklas och underhålls också PC-versionen av Ubisofts digitala plattform Uplay och mobilspelet Just Dance Now.   
2013 utannonserades Massives nästa spel Tom Clancy's The Division på E3-mässan i Los Angeles. Samtidigt utannonserades att Massive utvecklat en ny spelmotor, Snowdrop, som driver spelet. Tom Clancy's The Division släpptes mars 2016 och blev det mest sålda spelet under de första 24 timmarna i Ubisofts historia samt det mest inkomstbringade spelet någonsin från ett nytt varumärke under den första veckan.  
I mars 2017 annonserade Massive att deras nästa spel kommer vara baserat på James Camerons Avatar-universum. På Ubisoft Forward den 12 juni 2023 blev det klart att spelet Avatar: Frontiers of Pandora skulle släppas den 7 december samma år.
I januari 2021 annonserade Massive att de jobbar på ett öppen världsspel som utspelar sin i Star Wars-universumet. Det kommer bli det första Star Wars-spelet som utvecklats utanför Electronic Arts sedan 2013, då EA hade exklusiv rätt för alla Star Wars-spel under 10 år.. Spelets första trailer släpptes den 11 juni 2023 på Xbox Live Showcase där det bekräftades att spelet kommer heta Star Wars Outlaws och att det kommer släppas någon gång under 2024.

## Speltitlar
| År   | Titel                                                        | Plattform(ar)                |
| ---- | ------------------------------------------------------------ | ---------------------------- |
| 1999 | Odens öga (från Jupiter i SVT)                               | Windows                      |
| 2000 | Ground Control                                               | Windows                      |
| 2000 | Ground Control: Dark Conspiracy                              | Windows                      |
| 2004 | Ground Control II: Operation Exodus                          | Windows                      |
| 2007 | World in Conflict                                            | Windows                      |
| 2009 | World in Conflict: Soviet Assault                            | Windows                      |
| 2011 | Assassin's Creed: Revelations (assisterade Ubisoft Montreal) | PS3, PS4, Windows, X360, XBO |
| 2013 | Far Cry 3 (assisterade Ubisoft Montreal)                     | PS3, PS4, Windows, X360, XBO |
| 2014 | Just Dance Now                                               | iOS, Android                 |
| 2016 | Tom Clancy's The Division                                    | PS4, Windows, XBO            |
| 2019 | Tom Clancy's The Division 2                                  | PS4, PS5, Windows, XBO, XSX  |
| 2023 | Avatar: Frontiers of Pandora                                 | PS5, Windows, XSX            |
| 2024 | Star Wars Outlaws                                            | PS5, Windows, XSX            |
| 202x | Tom Clancy's The Division 3                                  | TBA                          |